# Nicke Anckers
Nils "Nicke" Sten Axel Anckers, född 23 april 1924 i Hyannis, Massachusetts, död 26 juni 1990, var en svensk arkitekt. Han var bror till Kerstin Anckers.

## Biografi
Anckers, som var son till ingenjör Nils Anckers och Märta Boije af Gennäs, var anställd hos arkitekt Birger Borgström 1948–1951, hos arkitekt Anders Tengbom 1952, hos arkitekt Ralph Erskine 1953 och bedrev egen arkitektverksamhet från 1960. Han var timlärare vid Högre konstindustriella skolan 1962–1965.